# Gornje Zdelice
Gornje Zdelice falu Horvátországban Belovár-Bilogora megyében. Közigazgatásilag Kapelához tartozik.

## Fekvése
Belovártól légvonalban 14, közúton 18 km-re, községközpontjától légvonalban 4, közúton 5 km-re északra, a Bilo-hegység területén, Donji Mosti és Donje Zdjelice között, a Zdela-patak partján fekszik.

## Története
Zdelice első írásos említése 1201-ben még „Zdelia” alakban történt. 1270-ben „Zdela”, 1412-ben „Zdelya” néven említik. Nevét arról a patakról kapta amely mellett fekszik. A török a 16. század végén szállta meg e területet. A lakosság legnagyobb része az ország biztonságosabb részeire menekült, másokat rabságba hurcoltak. Ezután ez a vidék több évtizedre lakatlanná vált.
A mai falu a török kiűzése után a 17. században keletkezett, amikor a kihalt vidékre keresztény lakosságot telepítettek be. 1774-ben az első katonai felmérés térképén „Dorf Gornia Szdelicza” néven szerepel. A település katonai közigazgatás idején a szentgyörgyi ezredhez tartozott. Lipszky János 1808-ban Budán kiadott repertóriumában „Zdellicze (Gornye-)” néven szerepel.  
Nagy Lajos 1829-ben kiadott művében „Zdelicza” néven 29 házzal, 166 katolikus vallású lakossal találjuk.
A katonai közigazgatás megszüntetése után Magyar Királyságon belül Horvátország részeként, Belovár-Kőrös vármegye Belovári járásának része volt. A településnek 1857-ben 235, 1910-ben 417 lakosa volt. Az 1910-es népszámlálás szerint teljes lakossága horvát anyanyelvű volt. 1918-ban az új szerb-horvát-szlovén állam, majd később Jugoszlávia része lett. 1941 és 1945 között a németbarát Független Horvát Államhoz, majd a háború után a szocialista Jugoszláviához tartozott. A háború után a fiatalok elvándorlása miatt lakossága folyamatosan csökkent. 1991-től a független Horvátország része. 1991-ben lakosságának 98%-a horvát nemzetiségű volt. 2011-ben a településnek 128 lakosa volt.

## Lakossága
| Lakosság változása | Lakosság változása | Lakosság változása | Lakosság változása | Lakosság változása | Lakosság változása | Lakosság változása | Lakosság változása | Lakosság változása | Lakosság változása | Lakosság változása | Lakosság változása | Lakosság változása | Lakosság változása | Lakosság változása | Lakosság változása |
| ------------------ | ------------------ | ------------------ | ------------------ | ------------------ | ------------------ | ------------------ | ------------------ | ------------------ | ------------------ | ------------------ | ------------------ | ------------------ | ------------------ | ------------------ | ------------------ |
| 1857               | 1869               | 1880               | 1890               | 1900               | 1910               | 1921               | 1931               | 1948               | 1953               | 1961               | 1971               | 1981               | 1991               | 2001               | 2011               |
| 235                | 280                | 286                | 395                | 402                | 417                | 390                | 375                | 380                | 396                | 396                | 325                | 319                | 263                | 158                | 128                |

## Nevezetességei
A falu északi szélén található temetőben álló, Alexandriai Szent Katalin tiszteletére szentelt temploma 1912-ben épült az akkori plébános Ivan Vučetić vezetésével. Felszentelése a következő évben történt. Helyén már a 18. században is állt egy kápolna, mely akár középkori eredetű is lehetett. Az épület egyhajós, keletelt épület nagyméretű, félköríves ablakokkal, sokszögű szentéllyel, melyhez északról csatlakozik a sekrestye. Harangtornya a nyugati főhomlokzat felett áll, tetején piramis alakú toronysisakkal. Neogótikus oltárát Szent Katalin, Szent Péter és Szent Pál szobrai díszítik. Felül a Szűzanya képe látható a gyermek Jézussal.